# Stehlwiesen
Die Stehlwiesen sind ein Naturschutzgebiet auf dem Gebiet der Gemeinde Gaienhofen im Landkreis Konstanz in Baden-Württemberg. Es umfasst knapp 10 Hektar kalkreiche Flachmoorwiesen am Bodenseeufer auf der Halbinsel Höri und wurde 1941 als Naturschutzgebiet ausgewiesen. 